# Edmond Hanssens (Vilvoorde)
Edmond Hanssens (1838–1905) was een Belgisch industrieel, volksvertegenwoordiger en burgemeester van Vilvoorde, van 1879 tot aan zijn dood in 1905.
Edmond Hanssens was een zoon van het echtpaar Hanssens-Hap. Hun vader had de industriële activiteiten van zijn vader sterk uitgebreid en Edmond nam deze activiteiten na zijn dood over. Edmond Hanssens bleek eveneens een van de meest actieve burgemeesters uit de Vilvoordse geschiedenis. In 1862 trouwde hij met Isabelle Allard (1842-1906).

## Château de l'Écluse
In 1876 voegt het echtpaar Hanssens-Allard verschillende oude en nieuwe eigendommen op de rechteroever van het kanaal (ten noorden van het gehucht Drie Fonteinen) samen tot een nieuw parkdomein. Het domein grenst aan de bloemmolen die zijn vader er in in 1860 had opgericht. Op het hoogste punt van het domein laten ze in 1878 een villa oprichten, die hij het Château de l'Écluse noemt, met zicht op de sluis van Drie Fonteinen. Tussen het kasteel en de Brusselsesteenweg langs het kanaal wordt park met een oppervlakte van vijf hectare met vijver aangelegd. Behalve het kasteel is nog veel van het park bewaard gebleven en opgenomen in het huidige park Drie Fonteinen. In 1893 wordt het domein verkocht aan mevrouw Jeanne Van Volxem. In hetzelfde jaar werd ook de aangrenzende bloemmolen verkocht aan het nieuw opgerichte bedrijf Molens Drie Fonteinen.

## Burgemeester

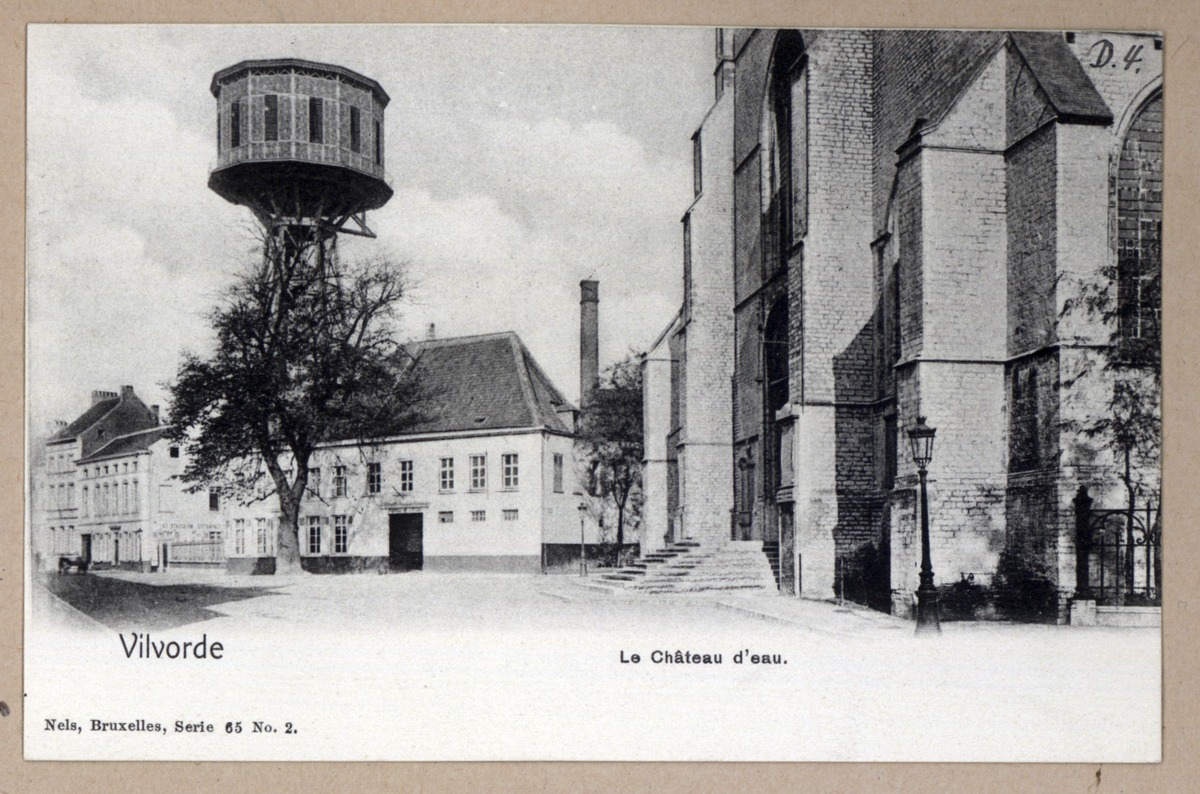
Het centrum van Vilvoorde met de thans verdwenen watertoren

Edmond Hanssens was lang aan de macht als burgemeester in Vilvoorde en kon er veel zaken realiseren, waaronder:
- installatie van een drinkwaternet met watertoren (1893)
- bouw van de pastorij
- oprichting van het postgebouw
- bouw van het slachthuis (1895-1896)
- overwelving van de Zenne (1893-1896)
- overwelving van de Woluwe
- oprichting van de veemarkt
- oprichting van een nieuwe scholen
  - gemeentelijke meisjesschool
  - middelbare school voor meisjes
  - middelbare school voor jongens
  - gemeenteschool in Koningslo
  - nijverheidsschool
  - huishoudschool